# アメリカ合衆国中部大西洋岸

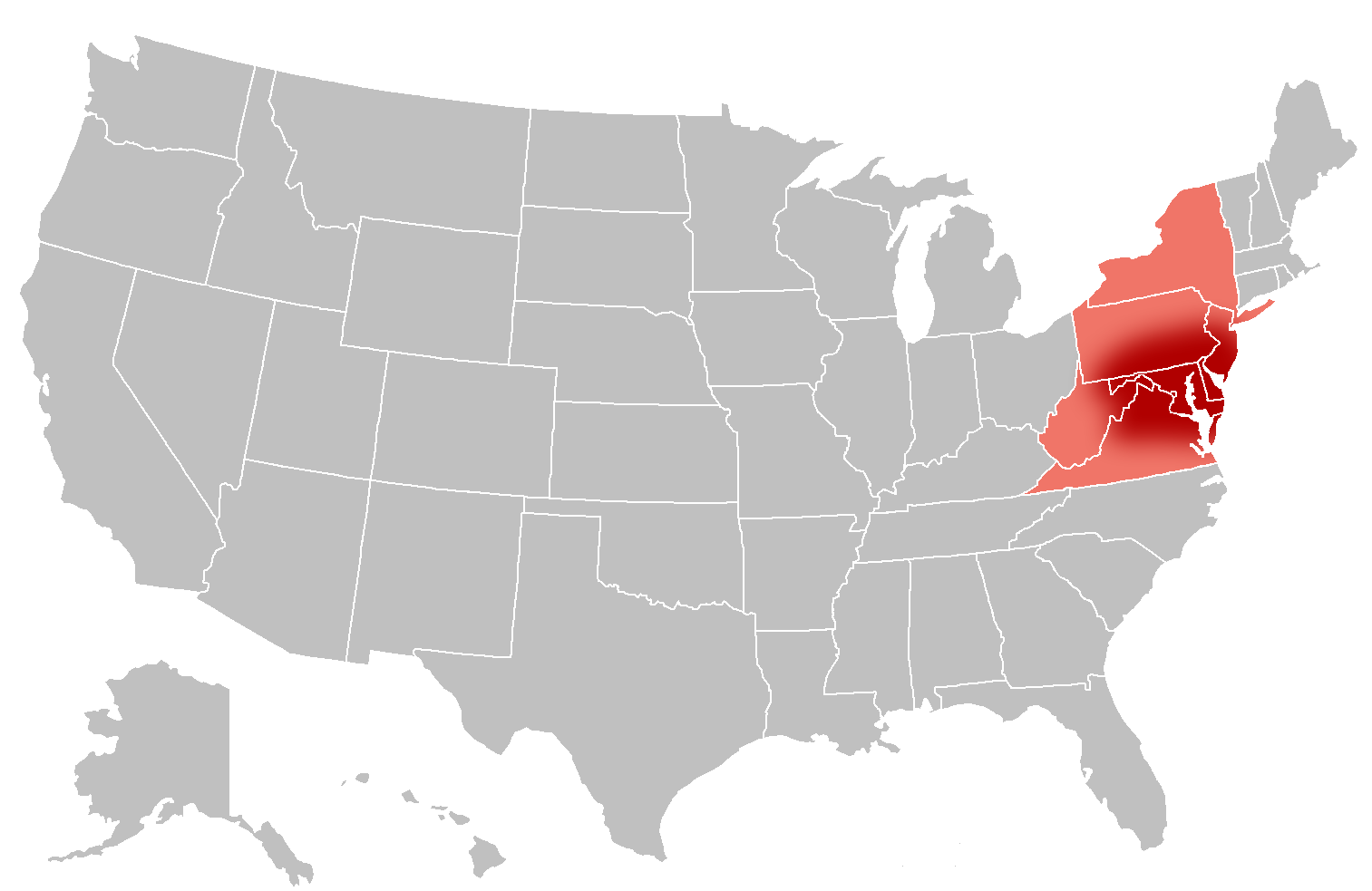
アメリカ合衆国中部大西洋岸

アメリカ合衆国中部大西洋岸（アメリカがっしゅうこくちゅうぶたいせいようがん、英語: Mid-Atlantic Region, U.S.A.）とはアメリカ合衆国の大西洋に面した中部諸州のことをいい、北からニューヨーク州、ニュージャージー州、ペンシルベニア州、デラウェア州、メリーランド州、ワシントンD.C.、ウェストヴァージニア州、ヴァージニア州を指す。アメリカ合衆国東海岸の一部で、北側にニューイングランド、南側に南部大西洋岸がある。 

## 参照項目
- アメリカ合衆国の地方区分